# Комитет Мауд

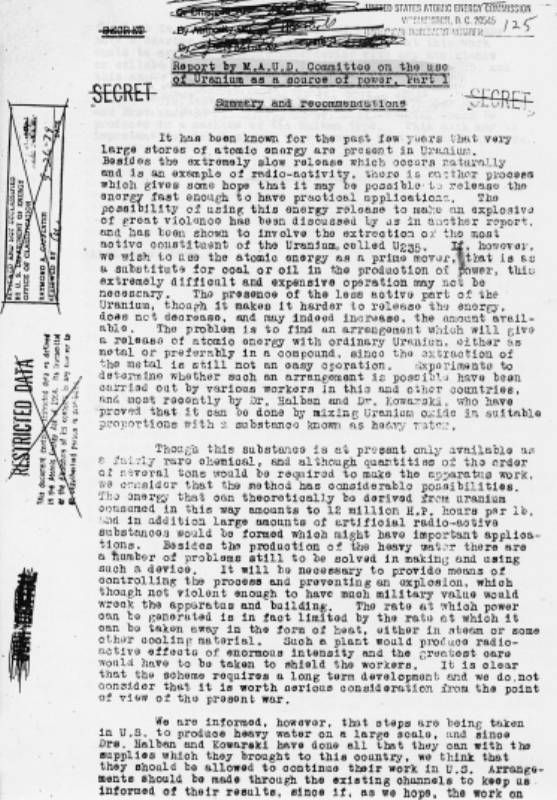
Первая страница доклада комитета от 15 июля 1941 года

«Мауд Комитти» (англ. M.A.U.D. commitee) или «комитет Томсона» — название комитета английских и немецких учёных, работавших над первой в мире ядерной бомбой. Комитет создан в апреле 1940 г.

## Название
В некоторых источниках считается, что название «Мауд Коммити» было бессмысленным словосочетанием, призванным ввести немецкую разведку в заблуждение относительно целей комитета. Однако на самом деле M.A.U.D. означало «Military Application of Uranium Detonation» («Военное применение уранового взрыва»).

## Создатели и участники
Идейный вдохновитель группы: немецкий физик, еврей по происхождению, вынужденный бежать из Германии Рудольф Пайерлс.
Начало проекту положил советник Черчилля, крупный учёный Генри Тизард, к которому с идеей необходимости создания атомной бомбы обратился Пайерлс.
Группа работала по руководством Джорджа П. Томсона, сына великого физика Джозефа Дж. Томсона.
В группу входили такие известные физики, как Отто Фриш, Клаус Фукс, Джозеф (Иосиф) Ротблат, Генри Тизард, Халбан, Коварски, Джон Кокрофт, Б Муун, Чедвик, Джеймс Чедвик, М. Олифант, Франц Симон (Саймон), Картни, Генрих Кюн, Линдеман (лорд Черуэлл), Бетчер, Кеммер, Уоллес Экерс, Смит, Армс, Майкл Клэпхем, Слэйд, М. Перрен, Курт Мендельсон, Эрнест Уолтон.

## Научно-исследовательская работа
В январе 1940 года Рудольф Пайерлс впервые в мире рассчитал сечение захвата нейтронов нуклидом урана 235U и на его основе вывел величину критической массы урана для производства ядерного взрыва.
Пайерлс несколько ошибся в вычислениях и вывел критическую массу менее одного фунта. Но его математический просчёт имел двойное значение. Он превращал проблему урановой бомбы в реальное предприятие, порядок необходимой массы урана стал известен. По результатам расчётов стало ясно, что фунты урана-235, в отличие от тонн, возможно получить практически. А значит реально сделать атомную бомбу и суметь доставить её к цели обычной бомбардировочной авиацией. До Пайерлса проведённые Фрэнсисом Перреном расчёты показывали, что количество урана-235 для производства взрыва должно составлять от 40 до 250 тонн. Считалось, что подобная конструкция, даже если бы и отличалась сильными взрывчатыми свойствами, то не могла бы использоваться для нанесения оперативных ударов по противнику.
Научно-исследовательская работа группы «Мауд Комитти» завершились созданием организации «Тьюб Эллойс» для производства ядерного взрывчатого вещества.
В декабре 1940 года Халбан и Коварски после проведения опытов в Кавендишской лаборатории на первом лабораторном реакторе на окиси урана и тяжёлой воде написали подробный отчёт Томсону, где уже тогда было сказано определённо: «…ядерный реактор будет работать…».
16 сентября 1941 года в Лондоне прошло совместное заседание учёных из Комитета M.A.U.D. и Научно-консультативного совета Правительства Её Величества, где был представлен отчёт о результатах и перспективах научно-исследовательской работы. 17 сентября стенограмму этого сверхсекретного заседания помощник секретаря Имперского военного кабинета лорда Хэнки Джон Кернкросс (агент «Лист» из Кембриджской пятёрки) передал в Москву. Проект создания ядерного оружия англичане готовились завершить в течение двух лет.  Руководитель советской разведки П.М. Фитин обратил на это сообщение пристальное внимание и доложил Л.П. Берии, который распорядился передать полученные сведения на экспертизу в 4-й спецотдел НКВД, занимавшийся научно-исследовательскими разработками. С этого момента в СССР фактически началась работа по созданию атомного оружия (операция «Энормоз» (Enormous (англ.) -- огромный, чудовищный) -- в период, когда враг рвался к Москве, а положение на фронтах было угрожающим.  
В начале 1942 года фирма «Метрополитен-Виккерс» начала разработку промышленного оборудования для разделения изотопов урана методом газовой диффузии на мембранах по технологии Майкла Клэпхема. В середине 1942 года, мембранные сборки были смонтированы в Райдаймвайне и Манчестере. Через сборки начали прогонять газовые смеси для получения данных о промышленных возможностях разделения изотопов.
Одновременно на случай невозможности продолжения работ в Великобритании, находящейся в зоне бомбардировок и непрерывной воздушной разведки противника, подготавливалась почва к строительству уранового производства в Канаде, к тому времени активно сотрудничавшей с метрополией по урановому проекту. Ещё в сентябре 1942 года группа физиков под руководством Халбана отправилась в Монреаль. Группа Халбана должна была разработать реактор на тяжёлой воде непосредственно на канадской территории. Впрочем, к атомной бомбе англо-канадский реактор имел весьма малое отношение, поскольку к этому времени «Мауд Комитти» чётко определился с конструкцией бомбы, которая должна была быть именно урановой, а не плутониевой.
К этому времени между Канадой (со стороны Канады премьер-министром Маккензи Кингом и министром снабжения С. Хови) и Великобританией уже был подписан договор:

…Научный персонал выделяется поровну Соединённым королевством и Канадой. Научный директор должен избираться обеими сторонами. Научный персонал должен избираться обеими сторонами. Проект будет находиться под административным контролем Национального исследовательского совета. Канада должна принять на себя все расходы, за исключением жалованья британскому персоналу…

Размах работ постепенно нарастал. В 1943 году в Великобритании был построен опытный завод, на котором были получены 200-фунтовые бруски металлического урана для заводских экспериментов. Однако промышленный завод должен был строиться в Канаде.

## Прекращение деятельности
На первой Квебекской конференции чрезвычайно конфликтная к тому времени ситуация разрешилась с поглощением «Тьюб Эллойс» более крупной по размаху работ организацией США (сначала называвшейся комитетом «S-1») -- Манхэттенским проектом.
В Квебекском соглашении даже не упоминалось о ранних британских работах над бомбой и достигнутых результатах. Но зато в нём американской стороной тщательно отмечались большие расходы, в которые вовлекались США. Подписанное Рузвельтом и Черчиллем соглашение поставило точку по самостоятельной британской работе. Доказательством тому, что Великобритания (и Канада) могли самостоятельно создать ядерную бомбу, служит факт создания английской бомбы после войны без какого-либо участия США.

## Наследие
На основе наработок по этому проекту и в его развитие, Великобритания с 1945 года (en:Gen 75 Committee) осуществила новый успешный проект по созданию собственного ядерного оружия, став в 1952 году третьей ядерной державой.